# Speedball 2: Brutal Deluxe
Speedball 2: Brutal Deluxe — компьютерная игра, разработанная The Bitmap Brothers и выпущенная в 1990 году для Atari ST, сиквел игры 1988 года Speedball. В основу игры положен вымышленный футуристический вид спорта в киберпанк-мире, в котором используются элементы гандбола и хоккея с шайбой и поощряются нападения на игроков соперника. Концепция игры напоминает фильм 1975 года «Роллербол». Оригинальная игра неоднократно переиздавалась и получила несколько римейков для многих платформ.
Игра вышла для платформ Acorn Archimedes, Atari Jaguar, Atari ST, Amiga, Amiga CD32, PC, Commodore 64, Sega Mega Drive, Sega Master System, Game Boy и Game Boy Advance..

## Сюжет
Согласно сюжету игры, первая лига спидбола (основанная в 2095 году) терпит крах из-за насилия и коррупции. Спорт вынужден уйти в подполье, но пять лет спустя, в попытке вернуть общественный интерес, рождается Speedball 2. Игра начинается в 2105 году с появлением новой команды — Brutal Deluxe.

## Игровой процесс
В Speedball 2 игровой процесс претерпел несколько изменений по сравнению с оригинальным Speedball. На поле играют девять игроков от каждой команды вместо прежних пяти. За поражение целей на поле и стенах можно получить дополнительные очки. Количество очков, которое получает команда за забитый гол, начинается с 10, но может быть увеличено до 15 или 20 с помощью множителей очков, расположенных на стенах поля. Такое же количество очков начисляется за выбивание игроков противоположной команды. Когда игрок травмирован, его заменяет один из трёх запасных. Если все три запасных игрока получили травмы, травмированный игрок должен вернуться в игру, несмотря на своё состояние. Игровых режимов пять: нокаут, кубок, лига, практика и мультиплеер. Каждая игра длится 180 секунд.

## Оценки
Speedball 2 стал одной из самых успешных игр The Bitmap Brothers. Журналы Zzap, CU Amiga и Computer and Video Games поставили игре высокие оценки. Музыка, написанная Саймоном Роджерсом, ремикшированная и запрограммированная Ричардом Джозефом, получила в 1991 году премию Golden Joystick за лучший саундтрек. Озвучивание персонажей выполнил Майкл Бердетт (под псевдонимом Джемс О’Доннелл), бывший сотрудник Ричарда Джозефа. Журнал Amiga Power поставил игру на третье место в списке лучших игр всех времен.
В 1994 году американское издание PC Gamer поместило Speedball 2 на 24 строчку в списке лучших за всю историю компьютерных игр. Редакция отмечала, что идеальный экшн игры невозможно превзойти. В том же году британское излание PC Gamer назвало её 30-й в списке лучших компьютерных игр всех времён, описав как «абсолютно убедительную и очень стильную».
В 1998 году PC Gamer объявил Speedball 2 40-й в списке лучших из когда-либо выпущенных компьютерных игр. Редакторы отметили, что она «по-прежнему одна из самых забавных спортивных игр».

## Ремейки
Было выпущено несколько ремейков Speedball 2.

### Speedball 2100
| Сводный рейтинг | Сводный рейтинг |
| Агрегатор       | Оценка          |
| --------------- | --------------- |
| GameRankings    | 56,73 %         |

Speedball 2100, выпущенный только для PlayStation, представляет собой трехмерную версию Speedball 2 с дополнительными возможностями, включая выбор команд и их переименование вместо единственной доступной в оригинале Brutal Deluxe. Эта версия, выпущенная в сентябре 2000 года, не смогла привлечь внимание игроков и критиков, потеряв скорость и притягательность игрового процесса.

### Speedball 2: Brutal Deluxe для Xbox
| Сводный рейтинг | Сводный рейтинг |
| Агрегатор       | Оценка          |
| --------------- | --------------- |
| GameRankings    | 63,72 %         |

Empire Interactive выпустила Speedball 2: Brutal Deluxe для Xbox Live Arcade 17 октября 2007 года. В игру добавлен режим 3D-графики в дополнение к «классическому», также появились дополнительные команды и онлайн-игра. Согласно заявлениям Bitmap Brothers, действие этой версии игры происходит в XXIV веке. В конечном итоге, ремейк был исключён из Xbox Live Arcade, но пользователи, успевшие его загрузить, по-прежнему могут играть в него.

### Speedball 2 Tournament
Frogster Interactive Pictures выпустила Speedball 2 Tournament, разработанный Kylotonn, в Steam в ноябре 2007 года.

### Speedball 2: Evolution
В феврале 2011 года Tower Studios выпустила еще одну обновленную версию под названием Speedball 2: Evolution, разработанную Vivid Games для iOS и MacOS . В игре присутствует многопользовательский режим и система достижения в Game Center. Также игра портирована на PlayStation Portable и PlayStation 3.

### Speedball 2 HD
Ремейк для PC под названием Speedball 2 HD был выпущен 5 декабря 2013 года в Steam. Он разработан Vivid Games под руководством Джона Хейра.